# Katholisch-apostolische Kapelle (Ulm)

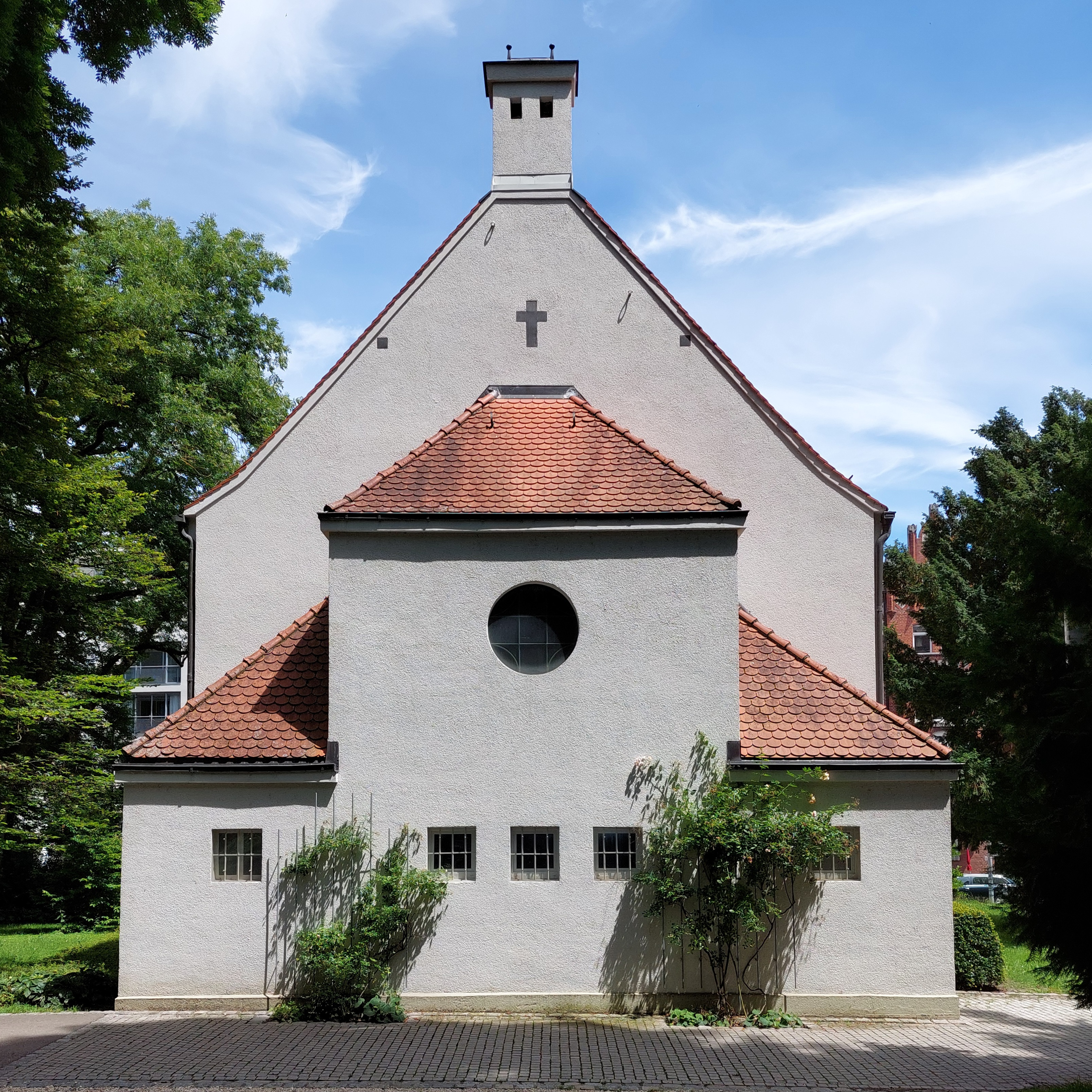
Katholisch-apostolische Kirche Ulm, Westfassade

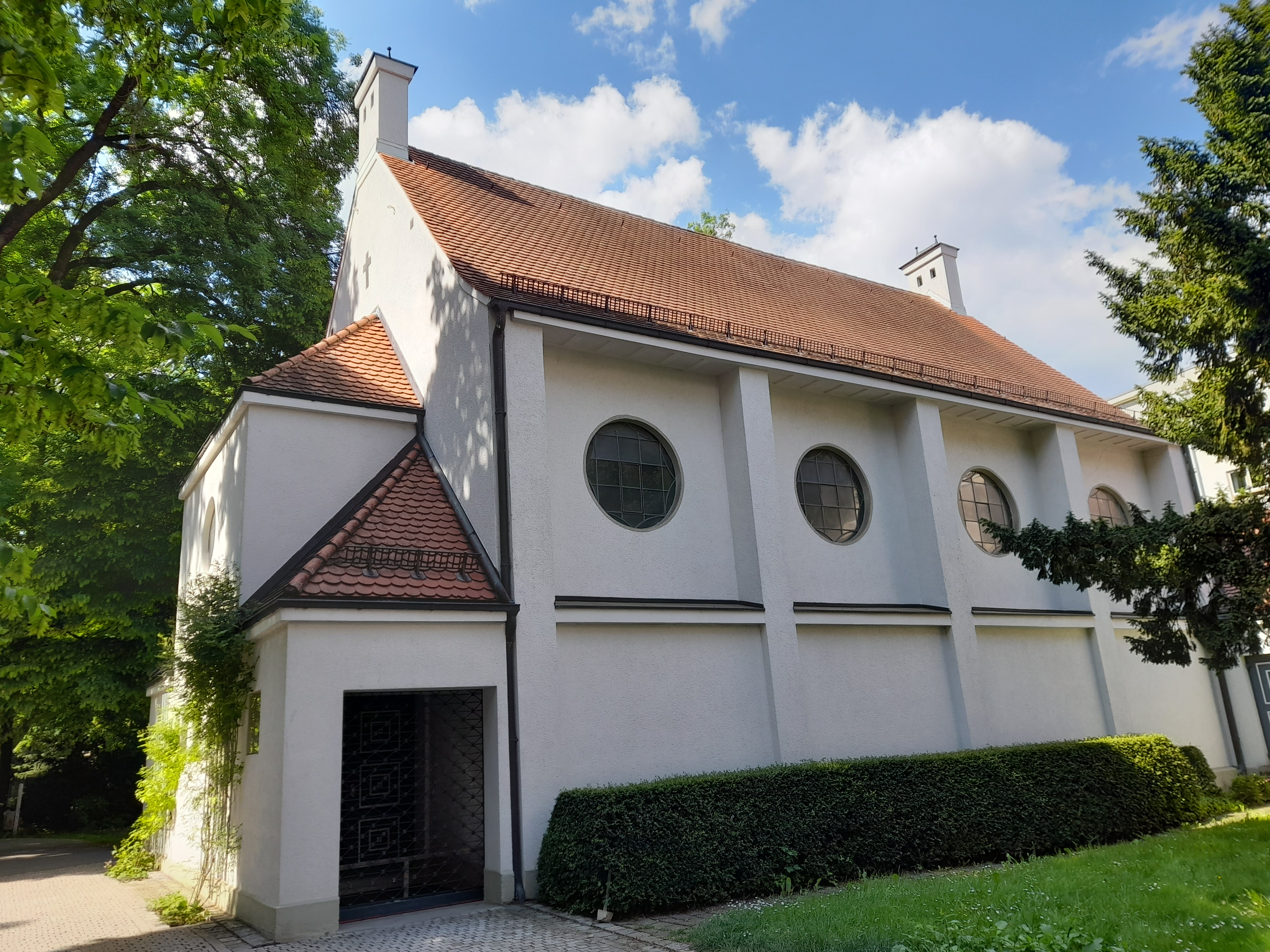
Katholisch-apostolische Kapelle, Nordfassade mit Haupteingang links

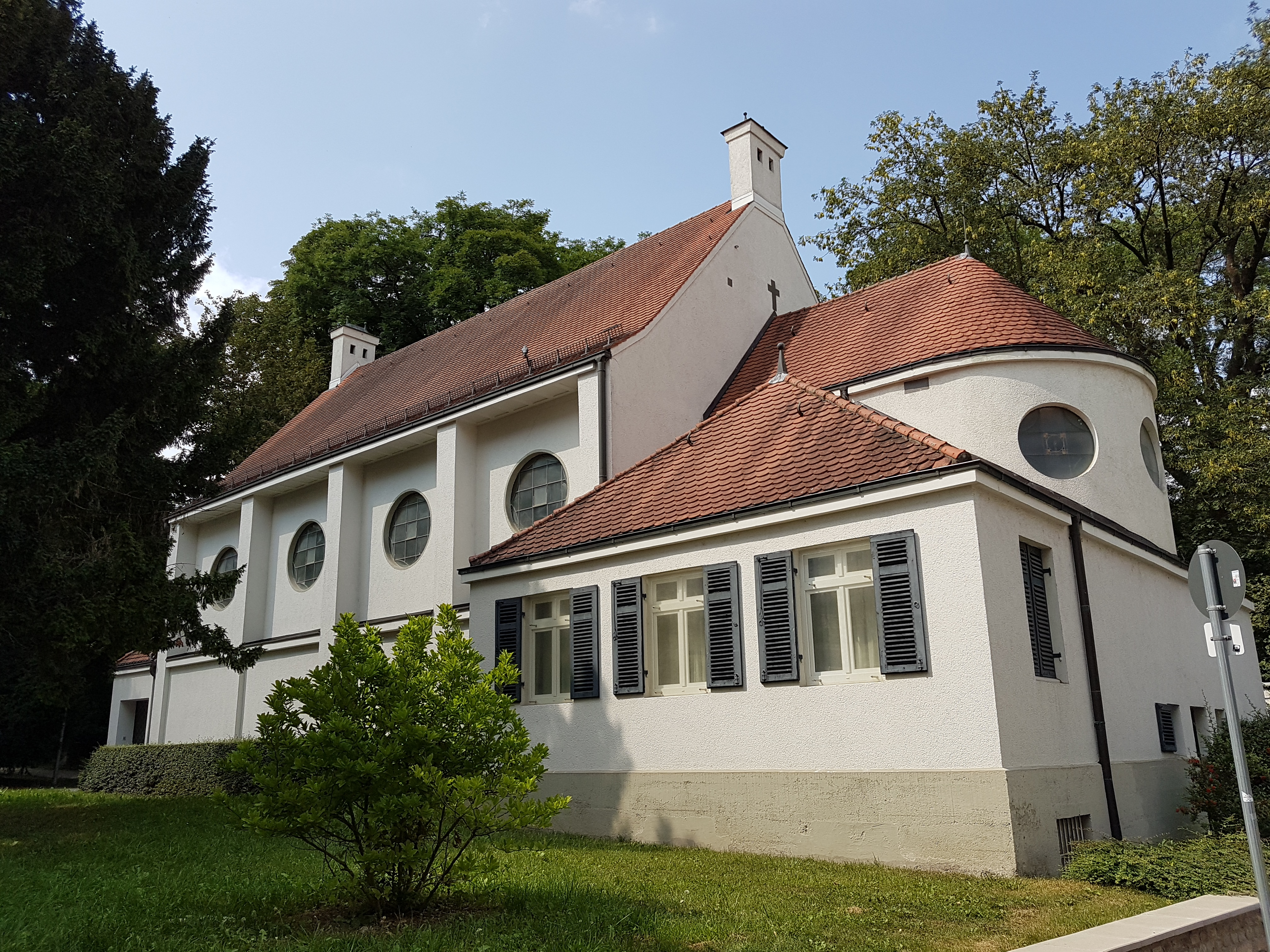
Katholisch-apostolische Kapelle, Ulm

Die katholisch-apostolische Kapelle in der Friedenstraße 11 in Ulm wurde vom Architekten Theodor Veil in den Jahren 1906/1907 errichtet. Sie ist ein Kulturdenkmal und ein frühes Beispiel für den Übergang vom Jugendstil auf die Moderne in der Architektur.

## Lage
Die Kapelle liegt nordöstlich der historischen Altstadt von Ulm, östlich des Alten Friedhofs an der Einmündung der Beethovenstraße in die Friedenstraße. Sie steht im Bezug zu mehreren Sakralbauten, die am 1899 aufgegebenen Friedhof entstanden. Die südlich des heutigen Parks liegende Kirche St. Georg wurde 1902 bis 1904 noch im Stil der Neugotik erbaut. Kurz nach der katholisch-apostolischen Kapelle wurde 1908 bis 1910 die Pauluskirche als Jugendstilbau im Norden des Friedhofs errichtet. Sie ist eine der ersten deutschen Kirchen aus Beton von Theodor Fischer.

## Geschichte
Auf dem Grundstück neben dem Friedhof gab es ursprünglich ein Leichenhaus, dass abgebrochen wurde. Für die katholisch-apostolische Gemeinde in Ulm, eine der ältesten in Deutschland, errichtete der Architekt Theodor Veil in den Jahren 1906 bis 1907 diese Kapelle. Das Werk entstand nur wenige Jahre nach seiner Abschlussprüfung als Architekt 1903. Er war danach u. a. Mitarbeiter bei Peter Behrens und machte sich 1906 selbstständig.
Theodor Veil präsentierte die fertiggestellte katholisch-apostolische Kapelle ebenso wie Peter Behrens das Eduard-Müller-Krematorium in Hagen auf der Ausstellung für christliche Kunst in Düsseldorf 1909. Der Chor der Kapelle wurde von Veil in Form einer grafischen Innenraumperspektive vorgestellt, die nicht realisierte Wandbemalungen zeigt.
Bis 1992 wurde der Bau denkmalgerecht saniert. Die Jugendstilelemente und die Innenausbau-Ornamente wurden ähnlich der ursprünglichen Gestaltung wieder hergestellt und das architektonische Gesamtkunstwerk in nahezu originaler Form wieder erlebbar gemacht. Die katholisch-apostolische Gemeinschaft der weiteren Umgebung nutzt das Gebäude seit der Instandsetzung wieder als Pfarrkirche. Das Sakralgebäude gehört zur katholisch-apostolischen Gemeinde in Stuttgart.

## Beschreibung

### Gebäude
Bei der Kapelle nutzte der Architekt eine geometrische Formensprache. Diese markiert bereits die Abkehr von der Jugendstil-Architektur und die Hinwendung zur Moderne. Durch die Ausbildung der Details (beispielsweise den Verzicht auf einen Dachüberstand am Ortgang) kommen die geometrischen Grundkörper gut zur Geltung.
Der Grundriss ist in weiten Teilen symmetrisch aufgebaut. Dennoch liegt die Erschließung des Kirchenraumes nicht zentral in der Mitte der Westfassade, sondern im Norden. Die ehemals offene Vorhalle ist heute über ein Rollgitter abgesperrt. Die Vorhalle führte geradeaus über eine Treppe auf die Empore oder mittels einer 90°-Wendung in den Hauptraum der Kirche. Dieser ist 9,50 m breit und 14,80 m lang. Ein Viertel des Hauptraums wird von der Empore überdeckt. Hier befindet sich an der Nordseite vor der Außenwand unter der Empore das Taufbecken. Die Empore ruht auf zwei frei stehenden, quadratischen Stützen und zwei Stützen an den Außenwänden. In der Flucht der Emporenunterseite befindet sich an den Längsseiten des Hauptraumes ein horizontaler Wandvorsprung auf sechs weiteren Stützen. Durch diese plastische Form sowie die gleichartige Bemalung der Wandflächen über dem Vorsprung und auf der Brüstung der Empore wirkt der Raum großzügig. Über der ornamentalen, bandartigen Bemalung beginnt die tonnenartig gewölbte Decke des Innenraums. Die Bemalung setzt sich über dem Chor im Osten fort. Darüber liegen im Chor drei runde Fensteröffnungen.
Der horizontale Sprung der Längswände innen wurde an der Außenfassade ebenfalls ausgeführt. Es entsteht eine geometrische, räumliche Fassadengliederung aus Stützen, die im Erdgeschoss quadratische Wandflächen begrenzen. Im Obergeschoss sind die Wandflächen außen ebenfalls quadratisch gegliedert. In ihrer Mitte befindet sich jeweils ein kreisrundes Fenster, dessen Glas nicht farbig gestaltet wurde. So entsteht zusammen mit dem weißen Wandanstrich ein heller Innenraum. Ursprünglich waren die Fenstersprossen außen hell.
Das Quadrat als Gestaltungselement bestimmt nicht nur die Gliederung der Längswände, sondern auch die Formen der Tür- und Fensterdetails und die in den Rapporten verwendeten Grundformen der Bemalung in blaugrün, ocker und braun. Auch die Orgel, eine historisch wichtige Pfeifenorgel der Region Ulm und Oberschwaben, fügt sich in die geometrische Gestaltung ein.
Die Gestaltung der Sakristei stellt sich gegen die Formalien dieses Kirchenbaus. Sie bricht die Symmetrie des Grundrisses, da sie aus der Flucht der Nordfassade heraustritt. Die rechteckigen Fenster mit Fensterläden im Norden und Osten ordnen sich nicht in die Strenge der sonstigen Bauteile ein.
Die katholisch-apostolische Kapelle ist gem. § 2 DschG als Kulturdenkmal in die Liste der Kulturdenkmale in Ulm eingetragen.

### Orgel
Die äußere Gestaltung des Orgelgehäuses fügt sich in die gesamte Innenausstattung ein und wurde ebenfalls vom Architekten Veil entworfen. Das Gehäuse ist oben offen. Die Orgel wurde 1907 von den Orgelbauwerkstätten Gebrüder Link aus Giengen an der Brenz als op. 481 mit sechs Registern erbaut. Die Werkstatt kooperierte nach dem 2. Weltkrieg eng mit dem Orgelsachverständigen Helmut Bornefeld, der die Orgel zu verbessern suchte. Es erfolgte in den Jahren ab 1957 eine „Umarbeitung und Neuorientierung (…) nach dem Klanggeschmack dieser Zeit angepasst“. Die „äußerlich schmucke Orgel klingt seither deprimierend“. 1986 wurde die Orgel generalüberholt. Im Jahre 1991 erfolgte mit der Gebäudesanierung eine weitere Überholung. Dabei wurde ein Rückführung des Klangs zur Originalausführung von 1907 diskutiert. Letztendlich wurde aber darauf verzichtet. Die Bemalung wurde originalgetreu erneuert.
Die Orgel verfügt über eine Kegellade mit pneumatischer Spiel- und Registertraktur. Die historische Balganlage und Magazinanzeige war um die Jahrtausendwende noch erhalten und in Funktion. Im Jahr 1991 wurde außerhalb der Orgel ein Schleudergebläse angebracht. Im alten Corpus des Spieltisches wurde 1959 die Handregistratur ausgetauscht. Als Spielhilfen sind Pedalkoppel und Tutti vorhanden.

#### Gebrüder Link, Erbauungszeit 1907
| Manual C–g3 |                    |    |                                  |
| 1.          | Principal          | 8′ | C–H Holz, c0–a1 Zink, ab b1 Zinn |
| 2.          | Gedackt            | 8′ | C–h1 Holz, ab c2 Zinn            |
| 3.          | Salicional         | 8′ | C–H Holz, c0 Zinn                |
| 4.          | Voix céleste ab c0 | 8′ | Zinn                             |
| 5.          | Flöte              | 4′ | C–h0 Holz, ab c1 Zinn            |

| Pedal C–d1 |         |     |      |
| 6.         | Subbass | 16′ | Holz |

- Koppeln: Pedalkoppel, Superoctavkoppel
- Spielhilfe: Tutti, Schwelltritt
- Nebenregister: Glocke

#### Zustand 1999
| Manual C–g3 |               |    |                    |
| 1.          | Schwegel      | 8′ | (aus Principal 8′) |
| 2.          | Gedackt       | 8′ | umintoniert        |
| 3.          | Flöte         | 4′ | umgearbeitet       |
| 4.          | Terzian 2f    |    | neu ab C           |
| 5.          | Mixtur III–IV | 2′ | Metall neu         |

| Pedal C–d1 |           |     |                |
| 6.         | Subbass   | 16′ | Oberlabien neu |
| 7.         | Rohrflöte | 4′  | aus Salicional |
| 8.         | Sifflet   | 1′  | Metall neu     |

Die Manualregister wurden in Bass und Diskant geteilt.

## Rezeption
Die katholisch-apostolische Kapelle in Ulm und ihr Architekt Theodor Veil werden im Zusammenhang mit dem zeitgleich entstandenen Werk von Peter Behrens bewertet.
In der Illustrierten Zeitschrift für die Pflege heimatlicher Kultur, Zeitschrift des Kunstgewerbevereins für Breslau u. die Provinz Schlesien äußert sich Robert Breuer zu mehreren architektonischen Werken, die auf der Ausstellung für christliche Kunst 1909 in Düsseldorf präsentiert wurden. Dem Krematorium in Hagen von Peter Behrens bescheinigt er einen neuen Ausdruck in der sakralen Architektur. Er kann sich jedoch nicht entscheiden, „ob diese hellenisch aufgemachte Geometrie irgendwie christliche Stimmung, ob sie auch nur religiöse Temperatur zu leisten vermag“ für ihn „ist aber ziemlich eindeutig, daß solche Zusammenfaltung von Flächen eigentlich keine Architektur ist.“ Von den Architekten im Dunstkreis des Peter Behrens lässt er nur Theodor Veil (mit der Kapelle in Ulm) gelten, der sich von dessen Einflüssen befreien würde.
Wolfram Hoepfner interpretierte die Kapelle jedoch als einen Bau, mit dem die Architektur von Peter Behrens imitiert würde.

Vergleich: Krematorium in Hagen von Peter Behrens
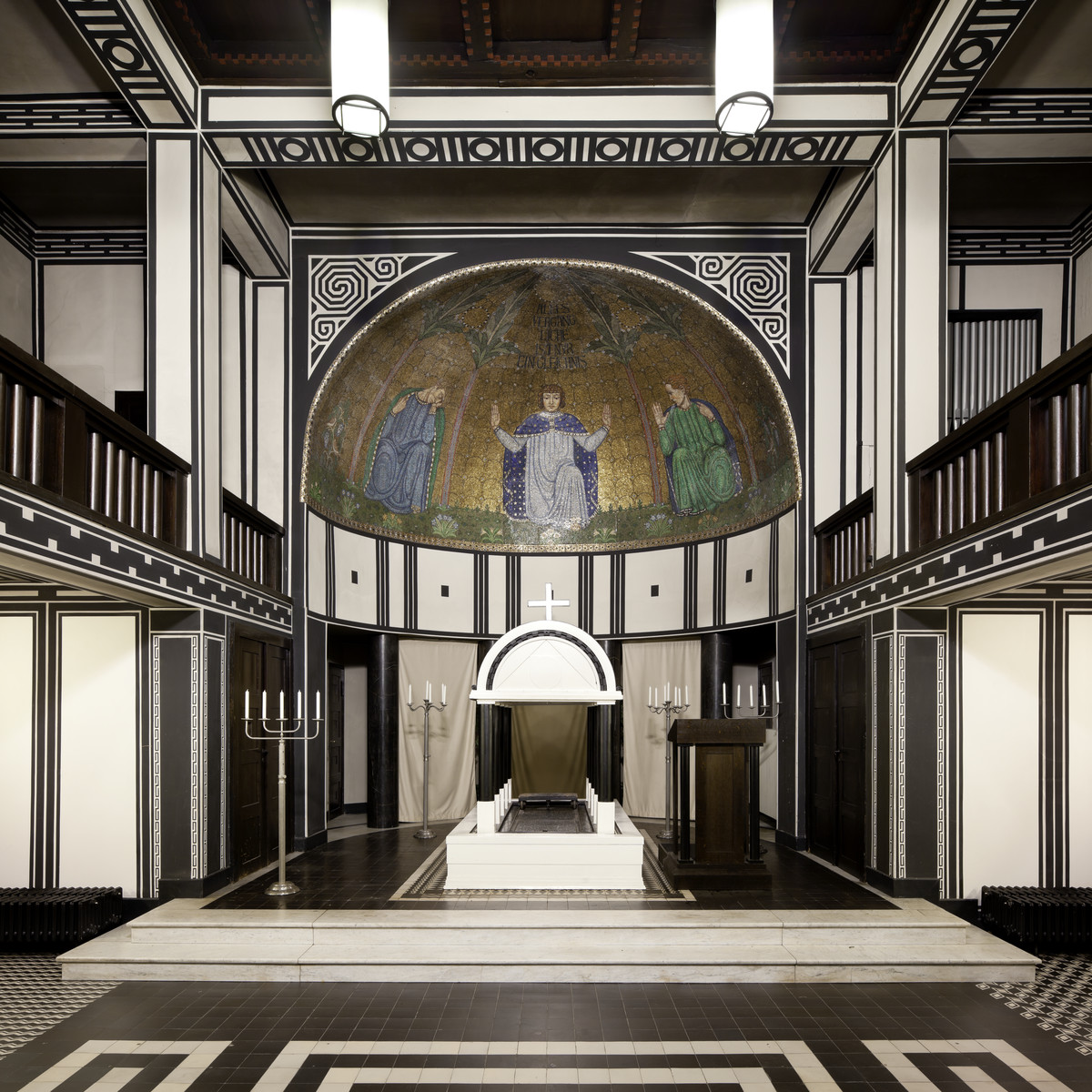
Innen
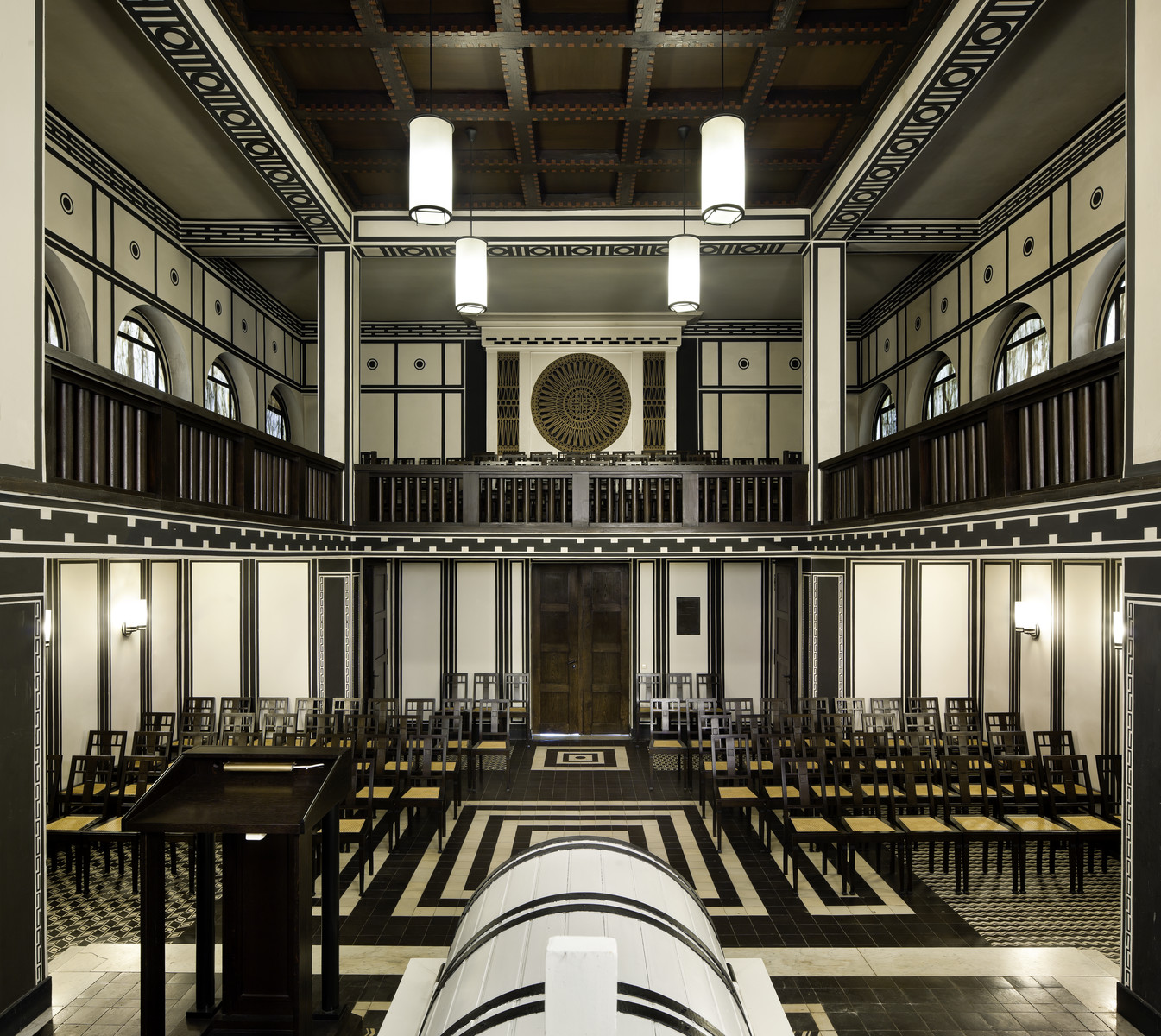
Innen
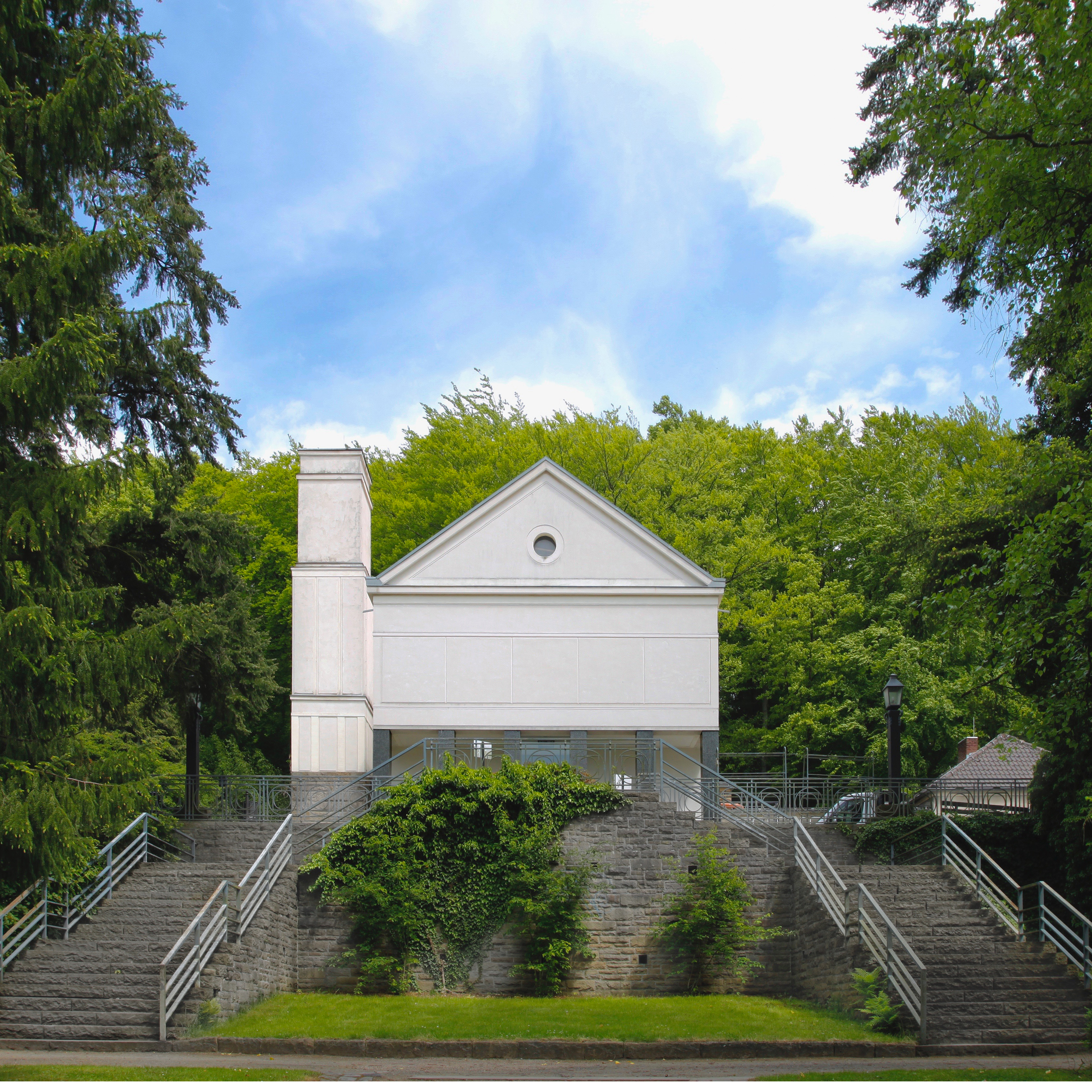
Außen
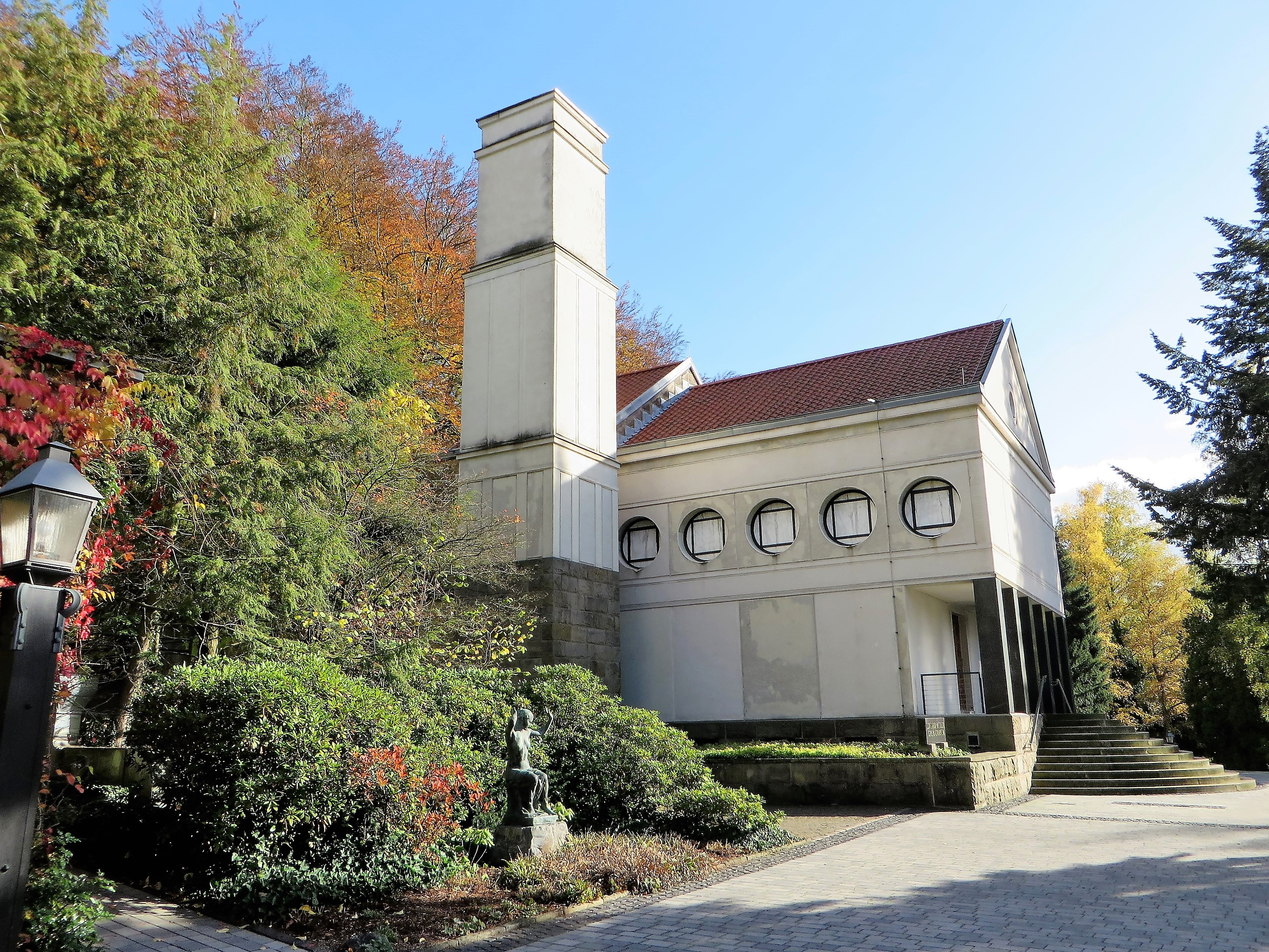
Außen